# 동검도
| Daedongyeojido (Gyujanggak) 13-05.jpg |  |
|                                       |  |

동검도(東檢島)는 인천광역시 강화군 길상면 동검리에 있는 섬으로, 강화도 남쪽에 위치한다. 1985년에 동검도 북쪽과 강화도를 잇는 연륙교를 지으면서 육지와 이어졌으나, 다리 아래로 바닷물이 통하지 못하여 갯벌이 변형되었다.